# Kahler
Kahler (en luxemburguès: Koler) és una vila de la comuna de Garnich del districte de Luxemburg al cantó de Capellen. El poble està travessat pel riu Eisch. Està a uns 15 km de distància de la Ciutat de Luxemburg.